# 合志郡
- 令制国一覧 > 西海道 > 肥後国 > 合志郡
- 日本 > 九州地方 > 熊本県 > 合志郡

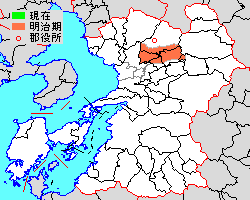
熊本県合志郡の位置

合志郡（こうしぐん）は、熊本県（肥後国）にあった郡。

## 郡域
1879年（明治12年）に行政区画として発足した当時の郡域は、下記の区域にあたる。
- 熊本市
  - 東区の一部（概ね弓削町・石原・石原町・吉原町・御領[1]）
- 合志市の全域
- 菊池市の一部（泗水町各町・七城町橋田・七城町小野崎・七城町蘇崎・七城町林原・七城町亀尾・旭志伊坂・旭志川辺・旭志尾足・旭志新明・旭志小原・旭志麓）
- 菊池郡大津町の大部分（岩坂・錦野・外牧を除く）
- 菊池郡菊陽町の大部分（白川以北）
- 阿蘇郡南阿蘇村の一部（立野）

## 歴史
和名類聚抄に「加波志」とあるように、当初は「かはし」と表記されていた。

### 近世
江戸時代の合志郡の村々は10の「組」に分れていた。
- 竹迫（たかば）組
- 弘生（ひろお）組
- 上生（わぶ）組
- 板井組
- 永村組
- 住吉組
- 大津（おおづ）組
- 津久礼（つくれ）組
- 下町組
- 平川組

### 近世以降の沿革
- 明治初年時点では全域が肥後熊本藩領であった。「旧高旧領取調帳」に記載されている明治初年時点での村は以下の通り。（1町102村）

大津町、塔迫村、苦竹村、中尾村、南方村、入道水村、柳水村、馬場村、小山御領村、石原村、吉原村、弓削村、下津久礼村、上津久礼村、大堀木村、津留村、川窪村、中代出分村、中代村、新村、灰塚村、下町出分村、下町村、町村、中島村、下陣内村、中陣内村、陣内村、森村、吹田村、大林村、瀬田村、立野村、引水村、平川村、古城村、真木村、中窪田村、下中窪田村、片又村、湯舟村、平村、高柳村、小原村、妻越村、高永村、高永出分村、伊坂村、川辺村、尾足村、杉水村、竹迫村、御領出分村、上古閑村、御領村、野付村、油古閑村、二子村、原口村、群村、上庄村、平島村、鹿水村、中林村、後川部村、弘生村、南弘生村、江良村、灰塚村、大池村、須屋村、鳥栖辻村、鳥栖東村、鳥栖村、鳥栖北村、上生村、南田島村、田島村、岡村、猪目村、内島村、打越村、小野崎村、橋田村、林原村、板井村、三万田村、久米村、高江村、高江出分村、福本村、富村、古閑村、田吹村、村吉村、富納村、平原村、永村、永出分村、住吉村、上住吉村、下住吉村、富出分村
- 明治4年7月14日（1871年8月29日） - 廃藩置県により熊本県（第1次）の管轄となる。
- 明治5年6月14日（1872年7月19日） - 白川県の管轄となる。
- 明治7年（1874年）
  - 鳥栖辻村・鳥栖東村・鳥栖村・鳥栖北村が合併して野々島村となる。
  - 内島村・打越村が合併して蘇崎村となる。
- 明治8年（1875年）
  - 12月10日 - 熊本県（第2次）の管轄となる。
  - 上住吉村・下住吉村が合併して住吉村となる。
  - 平原村が富納村に合併。
- 明治9年（1876年） - 以下の各村の統合が行われる。

- 室町 ← 塔迫村、苦竹村
- 原水村 ← 中尾村、南方村、入道水村、柳水村、馬場村
- 津久礼村 ← 下津久礼村、上津久礼村
- 久保田村 ← 大堀木村、津留村、川窪村、中代出分村、中代村
- 矢護川村 ← 中窪田村、下中窪田村、片又村
- 麓村 ← 湯舟村、平村、高柳村
- 新明村 ← 妻越村、高永村、高永出分村
- 福原村 ← 御領出分村、上古閑村、御領村、野付村

- 幾久富村 ← 油古閑村、二子村
- 豊岡村 ← 原口村、群村
- 栄村 ← 原平島村、鹿水村、中林村［一部］
- 合生村 ← 弘生村、南弘生村、江良村
- 御代志村 ← 灰塚村、大池村
- 亀尾村 ← 板井村、三万田村
- 豊水村 ← 久米村、高江村、高江出分村
- 吉富村 ← 富村、古閑村、村吉村、富出分村

- 下町出分村が下町村に、下陣内村・中陣内村が陣内村に、後川部村・田吹村および中林村の残部が福本村に、岡村・猪目村が田島村に、永出分村が永村に、

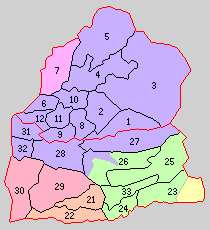
21.原水村 22.津田村 23.瀬田村 24.陣内村 25.平真城村 26.護川村 27.北合志村 28.泗水村 29.合志村 30.西合志村 31.清泉村 32.田島村 33.大津町（紫：菊池市 赤：合志市 緑：大津町 橙：菊陽町 黄：阿蘇郡南阿蘇村 1 - 12は菊池郡）

- 明治12年（1879年）1月20日 - 郡区町村編制法の熊本県での施行により、行政区画としての合志郡が発足。「菊池合志郡役所」が菊池郡隈府町に設置され、同郡とともに管轄。
- 明治13年（1880年） - 小山御領村・石原村・吉原村・弓削村の所属郡が託麻郡に変更。
- 明治22年（1889年）4月1日 - 町村制の施行により、以下の町村が発足。（1町12村）
  - 原水村（単独村制。現・菊陽町）
  - 津田村 ← 津久礼村、久保田村（現・菊陽町）
  - 瀬田村 ← 瀬田村、大林村、吹田村（現・大津町）、立野村（現・阿蘇郡南阿蘇村）
  - 陣内村 ← 森村、陣内村、町村、下町村、中島村（現・大津町）
  - 平真城村 ← 平川村、真木村、古城村（現・大津町）
  - 護川村 ← 杉水村、矢護川村（現・大津町）、尾足村、川辺村（現・菊池市）
  - 北合志村 ← 新明村、伊坂村、小原村、麓村（現・菊池市）
  - 泗水村 ← 吉富村、豊水村、福本村、永村、富納村、住吉村（現・菊池市）
  - 合志村 ← 竹迫村、福原村、幾久富村、上庄村、豊岡村、栄村（現・合志市）
  - 西合志村 ← 野々島村、上生村、須屋村、御代志村、合生村（現・合志市）
  - 清泉村 ← 亀尾村、林原村、蘇崎村、小野崎村、橋田村（現・菊池市）
  - 田島村 ← 田島村、南田島村（現・菊池市）
  - 大津町 ← 大津町、室町、灰塚村、新村、引水村（現存）
- 明治29年（1896年）4月1日 - 郡制の施行のため、「菊池合志郡役所」の管轄区域をもって菊池郡が発足。同日合志郡廃止。

## 行政
菊池・合志郡長
| 代 | 氏名 | 就任年月日                | 退任年月日                | 備考                           |
| -- | ---- | ------------------------- | ------------------------- | ------------------------------ |
| 1  |      | 明治12年（1879年）1月20日 |                           |                                |
|    |      |                           | 明治29年（1896年）3月31日 | 菊池郡との合併により合志郡廃止 |